# Leptodiaptomus spinicornis
Leptodiaptomus spinicornis is een eenoogkreeftjessoort uit de familie van de Diaptomidae. De wetenschappelijke naam van de soort is voor het eerst geldig gepubliceerd in 1938 door Light.